# يوكي سوما
يوكي سوما (相馬 勇紀) (25 فبراير 1997 في طوكيو في اليابان – )؛ هو لاعب كرة قدم كان يلعب كلاعب وسط.

## مسيرته الكروية
لعب يوكي سوما خلال مسيرته الاحترافية مع ناديين في 3 مواسم وسجل خلالها 3 أهداف ضمن 30 مباراة. ولم يفوز بأي موسم بالكأس أو بالدوري.
خاض يوكي سوما مسيرته مع نادي ناغويا غرامبوس في عامي 2018-2020 ولمدة موسمين، مشاركًا في 25 مباراة سجل خلالها هدفين. ثم انتقل إلى نادي كاشيما أنتلرز ما بين عامي 2019 و2020 لمدة موسم واحد، حيث شارك في 5 مباريات سجل خلالها هدفا وحيدًا.

## وصلات خارجية
- يوكي سوما على موقع رابطة كرة القدم اليابانية للمحترفين (اليابانية)
- يوكي سوما على موقع إي إس بي إن إف سي (الإنجليزية)
- يوكي سوما على موقع قاعدة بيانات كرة القدم.إي يو (الإنجليزية)
- يوكي سوما على موقع ناشيونال فوتبول تيمز (الإنجليزية)
- يوكي سوما على موقع Soccerbase.com (لاعب) (الإنجليزية)
- يوكي سوما على موقع Soccerway.com (الإنجليزية)
- يوكي سوما على موقع عالم كرة القدم.نت (الإنجليزية)
- يوكي سوما على موقع أوليمبيديا (الإنجليزية)